# 坎尔其河
坎尔其河，也称坎尔其果勒河，位于中华人民共和国新疆维吾尔自治区吐鲁番市鄯善县，流域地处吐鲁番盆地最东端，鄯善县城东北。源流有东西两支：东支公木艾格孜发源于博格达山南坡厄协克达坂、阿克古勒达坂，全长26千米；西支台木哈达河发源于博格达山南坡博依勒克达坂附近，全长21.5千米。东西两支汇合后向南流21千米，注入山口处的坎尔其水库。水库建成前，坎尔其河出山口后不久即呈散流状，大部分水量下渗补给地下水，成为广泛分布于下游七克台镇周边地区坎儿井的水源。水库建成后，大部分水量经水库调节引入灌区，现河道下泄水量很少。以公木艾格孜为源，山口以上河长63千米，集水面积542平方千米，年均径流量2892万立方米。2020年鄯善县人民政府发布的《关于对鄯善县境遇内河道岸线管理利用划定成果的公示》称坎尔其河岸线划定河段长112千米,上起坎尔其水库以北坎儿其河源头，下止312国道南戈壁坎尔其河终点，坎尔其河岸线划定边界线左岸长112千米，岸线划定右岸长111.5千米，划定面积为856平方千米。